# Šišov
Šišov (ungarisch Sissó – älter auch Siszó) ist eine Gemeinde in der Slowakei.
Der Ort wurde 1113 zum ersten Mal schriftlich als Sis erwähnt. 
Zur Gemeinde gehören die nach 1895 eingemeindeten Orte Dolný Riadok (deutsch Unterradeck) und Horný Riadok (deutsch Oberradeck).
Erwähnenswert ist die römisch-katholische Kirche von 1781 sowie ein Kastell von 1871.

## Bevölkerung
| Jahr                | 1994 | 2004    | 2014    | 2024    |
| ------------------- | ---- | ------- | ------- | ------- |
| Anzahl der Personen | 496  | 505     | 495     | 493     |
| Unterschied         |      | +1,81 % | −1,98 % | −0,40 % |

| Jahr                | 2023 | 2024    |
| ------------------- | ---- | ------- |
| Anzahl der Personen | 478  | 493     |
| Unterschied         |      | +3,13 % |